# Marc Mero
Marc Mero (né le 8 juillet 1960 à Buffalo (New York)) est un catcheur (lutteur professionnel) connu sous le nom de ring de Johnny B. Badd.
D'abord boxeur amateur il remporte à de nombreuses reprises le tournoi Golden Gloves de l'état de New York dans sa catégorie de poids. Il se casse le nez avant son premier combat professionnel qui n'a pas lieu puis est brièvement culturiste.
Il devient catcheur en 1991 à la World Championship Wrestling (WCW) sous son propre nom avant de se faire appeler Johnny B. Badd. Il y remporte le championnat du monde télévision de la WCW à trois reprises entre septembre 1994 et mars 1996.
Il quitte la WCW pour rejoindre la World Wrestling Federation (WWF) et y devient champion intercontinental de la WWF et quitte cette fédération en 1999. Il fait un bref passage à la Total Nonstop Action Wrestling en 2004 avant d'arrêter sa carrière l'année suivante.
En dehors du monde du catch, il est l'ex mari de la catcheuse Rena Greek plus connu sous le nom de ring de Sable.

## Jeunesse et carrière de boxeur
Mero grandit à Buffalo où son père l'emmène régulièrement voir des spectacles de catch au Buffalo War Memorial. Durant son adolescence, il fait partie des équipes de hockey sur glace et de football américain du Liverpool High School.
Il fait aussi de la boxe en amateur et se fait connaitre en remportant à quatre reprises le tournoi Golden Gloves de l'état de New York dans sa catégorie de poids. Il s'apprête à passer professionnel quand il se blesse quelques jours avant son premier combat.
Il est ensuite brièvement culturiste et termine 3e du concours Mr New York 1990.

## Carrière de catcheur

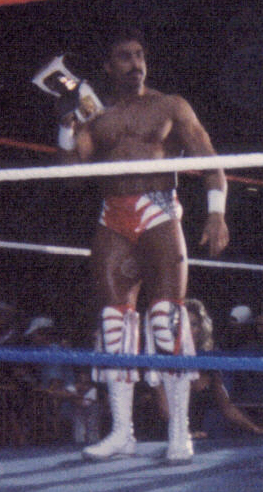
Marc Mero, 1996.

### Entrainement puis World Championship Wrestling (1991-1996)
Mero décide de devenir catcheur et part s'entrainer en Floride à l'école de catch de Boris Malenko (en) en 1990. Il y reste environ un an avant d'obtenir un essai avec la World Championship Wrestling (WCW). Dusty Rhodes qui est alors le booker de la WCW lui fait signer un premier contrat de deux ans pour 75 000 dollars par an puis le double l'année suivante.
Il lutte d'abord sous son véritable nom avant de se faire appeler Johnny B. Badd. C'est Dusty Rhodes qui a l'idée de ce changement de nom de ring car il pense que Mero ressemble à Little Richard et ce nom de ring fait référence à la chanson Johnny B. Goode. Il incarne un heel au look flamboyant et commence à être mis en avant avec Teddy Long comme manager,. Il a une série de victoires sous ce nouveau nom qui prend fin le 5 septembre 1991 après sa défaite face à Sting dans un match pour le championnat poids lourd des États-Unis de la WCW,. Au cours d'une des émissions, il perd avec Diamond Studd un match par équipe face à Tom Zenk et P. N. News. À la suite de cette défaite, Studd et Diamond Dallas Page l'attaquent puis Zenk et News viennent le sauver. Ses prestations sur le ring sont assez bonnes pour que les magazines Pro Wrestling Illustrated ainsi que le Wrestling Observer Newsletter le désigne comme étant le rookie de l'année.

## Abandon de sa carrière de catcheur
Marc Mero a mis fin à sa carrière de catcheur, après avoir vu trop d'amis catcheurs mourir,
à la suite de problèmes de drogues. Il comptait dans son cercle d'amis Curt Hennig (Mr Perfect),
Road Warrior Hawk (Legion of Doom), Davey Boy Smith, Brian Pillman, Bam Bam Bigelow,
Brian Adams (Crush), Luna Vachon.

## Vie personnelle
En 1992, Mero se marie avec Rena "Sable" Greek et adopte sa fille d'un précédent mariage,. Le couple se sépare au milieu de l'année 2003 et divorce en 2004,. Marc se marie une seconde fois avec Darlene Spezzi le 11 juillet 2009. Mero est chrétien.
En juillet 2007, Mero annonce qu'il a besoin d'une greffe de valves cardiaques. Il a par la suite annoncé qu'il est prêt à subir une opération du cœur en novembre 2014, cependant, des examens ont révélé que la taille de son cœur s'est résorbé, mais les médecins lui ont quand même affirmé qu'il aura besoin d'opération un jour.
Lors d'une représentation pour la fête des mères, Mero a avoué qu'il a fait trois overdoses et qu'il a failli en mourir.

## Palmarès

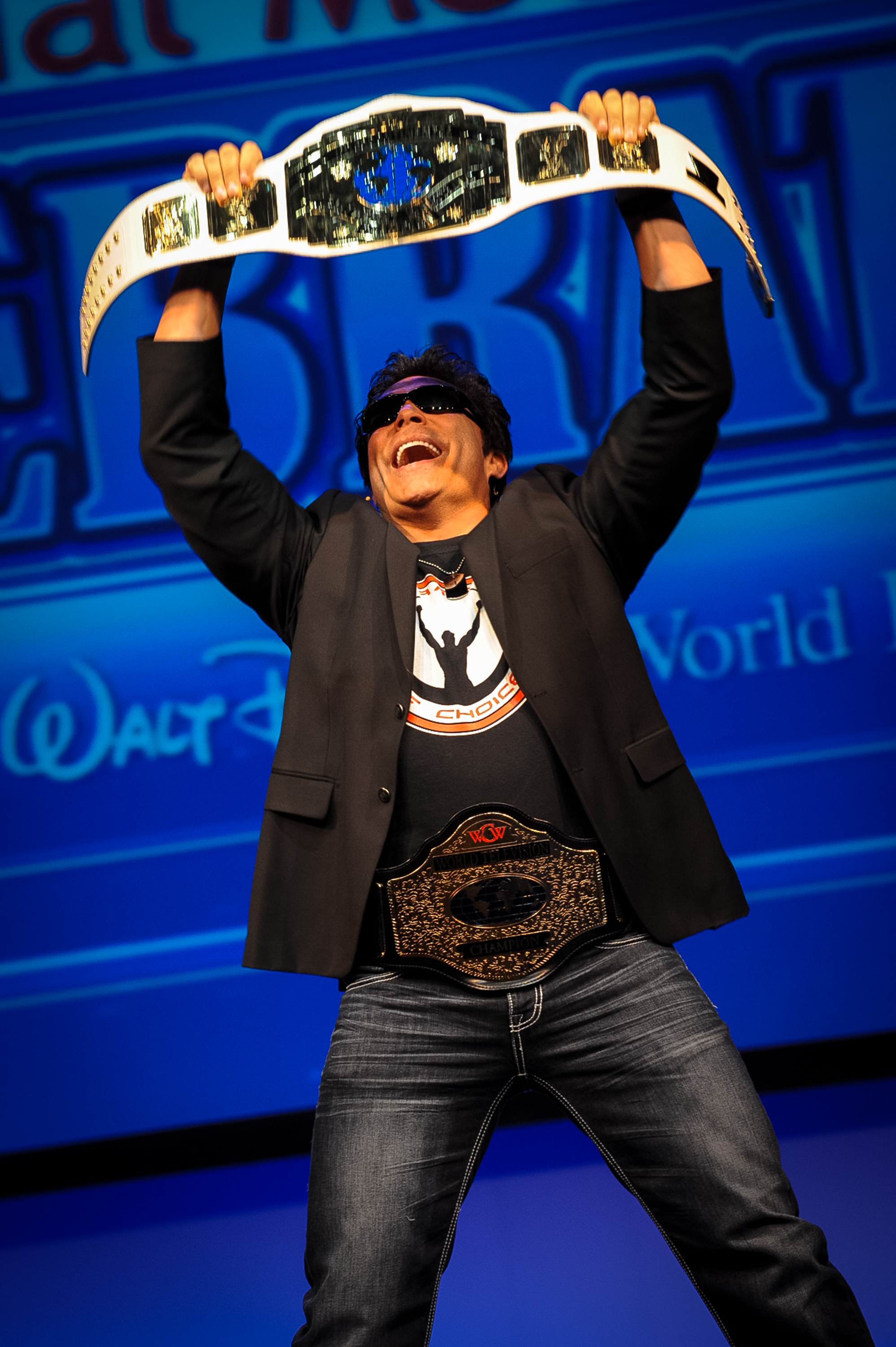
Marc Mero brandissant la ceinture de champion intercontinental de la World Wrestling Federation et avec la ceinture de champion du monde Télévision de la World Championship Wrestling à la ceinture.

### En boxe amateur
- Golden Gloves de l'état de New York
  - 4 fois vainqueur du tournoi Golden Gloves de l'état de New York[4]

### En catch
- World Championship Wrestling (WCW)
  - 3 fois champion du monde télévision de la WCW[19]
- World Wrestling Federation (WWE)
  - 1 fois champion intercontinental de la WWF[20]

### En culturisme
- Mr New York
  -  de l'édition 1990[5]

## Récompenses des magazines
- Pro Wrestling Illustrated
  - Rookie de l'année 1991[11]
  - 2e catcheur ayant le plus progressé de l'année 1994[11]

| Année | 1991 | 1992 | 1993 | 1994 | 1995 | 1996 | 1997 | 1998 |
| ----- | ---- | ---- | ---- | ---- | ---- | ---- | ---- | ---- |
| Rang  | 101  | 59   | 51   | 51   | 57   | 43   | 106  | 54   |

- Wrestling Observer Newsletter
  - Rookie de l'année 1991[11]
  - Catcheur ayant le plus progressé de l'année 1995[11]